# أقبغا بن عبد الواحد الناصري
أقبغا بن عبد الواحد الناصري، هو الأمير أقبغا بن عبد الله من عبد الواحد المالكي الناصري، (ت:744هـ- 1343م). من مماليك الملك الناصر محمد بن قلاون، وأخو زوجته خوند طغاي، كان أمير مائة ومقدم ألف بالديار المصرية ثم صار استدار ومقدم المماليك السلطانية.

## حياته
تنقلت به الأحوال من الجمدارية إلى أن صار أمير مائة ومقدم ألف بالديار المصرية ثم صار استدار ومقدم المماليك السلطانية وشاد العمائر ثم أنعم الملك الناصر عَلَى ولديه كل منهما بإمرة وهما ناصر الدين محمد وشهاب الدين أحمد، ولم يزل آقبغا مقرباً عند أستاذه الملك الناصر محمد إلى أن توفي ليلة الأربعاء العشرين من ذي الحجة الحرام سنة 741هـ. وتسلطن ابنه الملك المنصور قبض عَلَى آقبغا هذا وصادره وأخذ ما يملكه، وأمر برد كل ما أخذه من الناس أيام أبيه الملك الناصر محمد، وكان آقبغا ظالماً كثير الطمع وعنده جبروتية وعسف، واستولى السلطان عَلَى جميع ماله وحبسه إلى أن أخرجه الأمير قوصون من القاهرة إلى دمشق لما تولى السلطان الملك الأشرف كجك، فأقام آقبغا بدمشق إلى أن قدم القاهرة مع الفخري، ورسم له السلطان الملك الناصر أحمد بن محمد بن قلاوون بنيابة حمص، فتوجه إليها وأقام بها إلى جمادى الآخرة سنة 743هـ، عزل ورسم له أن يتوجه إلى دمشق ليكون بها من جملة أمرائها المقدمسين، فأقام بها إلى شوال من السنة، أرسل السلطان الملك الناصر بالقبض عليه، فأمسك وأرسل إلى القاهرة، فلما حضر أرسله إلى الإسكندرية، فحبس بها إلى أن قتل سنة أربع وأربعين وسبعمائة.
وكان شجاعاً مقداماً خصيصاً عند أستاذه الملك الناصر محمد، معظماً في الدولة إلا أنه كان غير مشكور السيرة في ولاياته، وكانت داره بالخيميين بالقرب من جامع الأزهر، وبني المدرسة المعروفة بجوار جامع الأزهر. حكى أنه اشتكى مرة لأستاذه الملك الناصر من ضيق إسطبله فقال له الناصر مداعبا متهكما عليه: أربط خيلك في بوائط جامع الأزهر، فقال آقبغا: خطبة يا مولانا السلطان، فقال له: وأنت تعرف خطبة؟.